# Hirano Kóta
Hirano Kóta (平野 耕太; Hepburn: Hirano Kōta; Adacsi, 1973. július 14. –), Hirano Kohta, japán mangaművész, legismertebb műve a Hellsing.

## Pályafutása
Hirano Kóta pályafutását mangakák asszisztenseként kezdte, később hentai mangákat készített, azonban kevés sikert ért el olyan kevéssé ismert címeivel, mint az Angel Dust, a Coyote, a Gun Mania vagy a Hi-Tension. Az első igazi sikert a Hellsing című mangája jelentette, amelyet rendszeresen publikált a Young King Ours mangamagazin 1997 második felétől kezdődően.
Hirano korai művei igazi gyűjtői daraboknak számítanak, tekintve alacsony megjelenési számukat. A Hellsing számos szereplője megjelenik a mangaka korábbi munkáiban. 1996-ban jelent meg a Heavenly Pleasure havi hentai magazinban a Hellsing „előfutára”, a The Legends of Vampire Hunter, míg a Young King Oursban a második világháborús témájú Hi-and-Low látott napvilágot. A Hi-and-Low története főként egy pályaudvaron játszódik két női főszereplővel, akik erősen hasonlítanak Integra Hellsingre a Hellsingből és Jumikóra/Jumiére a Crossfire-ből. Integra Agent Barbarossa álnéven, Jumie pedig Kamija Szaku néven szerepel. Mindketten a tengelyhatalmak kémjei és egymással versengenek a közös cél, a Barbarossa hadművelet sikeréért. Az egy fejezetet megért manga a Young King Ours egy számában jelent meg nyomtatásban, mielőtt megszűnt volna a Hellsing javára.
A 2006-os Otakoknon egy interjúban jelentette be, hogy másfél év múlva tervezi a Hellsing befejezését és egy új művön kezd dolgozni, melynek részleteit megjelenéséig titokban kívánja tartani. A Hellsing 2008 októberében fejeződött be a 95. fejezettel, Hirano azóta a Drifters című mangáján dolgozik, amelyet 2009. április 30-tól publikál a Young King Ours.
A 2005-ös Anime Expón Hirano elárulta, hogy kedvenc férfi szereplői Alucard és Alexander Anderson, míg kedvenc női szereplője Seras Victoria. Későbbi rendezvényeken Integrát, a Kapitányt, a Millenium Őrnagyát és Jan és Luke Valentine-t is megemlítette, mint kedvenc karaktereket.
Hirano a Project G számára készített dódzsinsit a Genshiken mangából, amely Madaramét emeli ki, miközben mobiltelefonját keresi, és tagja volt a GUY-YA dódzsinsi körnek, amelynek ő és a Read or Die – Betűk bűvöletében alkotója, Jamada Sutaro volt a tagja.

## Megjelent munkái
- Angel Dust
- Assassin Colosseum
- Be Wild!!

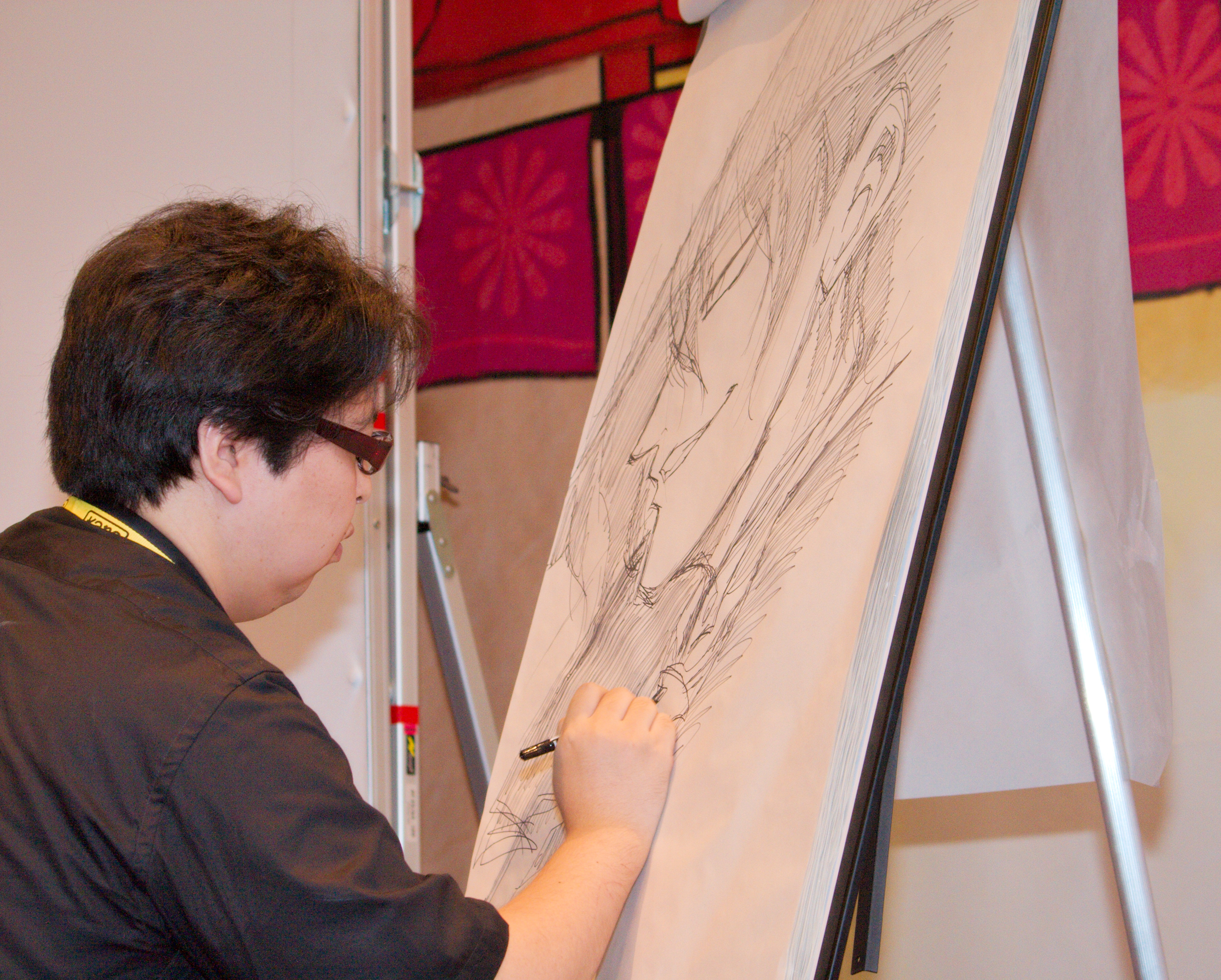
Hirano Kóta rajzol a 2008-as Japan Expón

- Bisónen de meitantei de doesu (Bishōnen de meitantei de doesu)
- Count Pierre Eros' Gorgeous Daily Grind
- Coyote
- Crossfire
- Daidódzsin monogatari (Daidōjin monogatari)
- Deep
- Desert Schutzstaffel
- Drifters
- Doc's story
- Front
- Gun Mania
- Hellsing
  - Hellsing: The Dawn
- Hi-Tension
- Hi-and-Low
- Ikarjaku (Ikaryaku)
- Ikaszu szótó tengoku (Ikasu sōtō tengoku)
- Karera no súmacu (Karera no shūmatsu)
- Koi no Strikeback
- Mahó no muteki kjósi kavahará Z (Mahō no muteki kyōshi kawaharā Z)
- Magic School
- Szuszume! Ikarjaku (Susume! Ikaryaku)
- Szuszume!! Szeigaku dennó kenkjúbu (Susume!! Seigaku dennō kenkyūbu)
- The Legends of Vampire Hunter
- The Weekenders
- UFO 2000

## Magyarul
- Hellsing; MangaFan, Bp., 2008–2010
  - 1. ford. Koch Zita; 2008
  - 2. ford. Koch Zita; 2008
  - 3. ford. Koch Zita; 2008
  - 4. ford. Koch Zita, Kálovics Dalma; 2009
  - 5. ford. Nikolényi Gergely; 2009
  - 6. ford. Koch Zita; 2009
  - 7. ford. Koch Zita; 2010
  - 8. ford. Koch Zita; 2010
  - 9. ford. Koch Zita; 2010
  - 10. ford. Koch Zita; 2010

## Fordítás
- Ez a szócikk részben vagy egészben  a   Kouta Hirano című angol Wikipédia-szócikk ezen változatának fordításán alapul.  Az eredeti cikk szerkesztőit annak laptörténete sorolja fel. Ez a jelzés csupán a megfogalmazás eredetét és a szerzői jogokat jelzi, nem szolgál a cikkben szereplő információk forrásmegjelöléseként.